# Mjällby AIF
Åtvidabergs FF este un club de fotbal suedez din Hällevik care evoluează în Allsvenskan.

## Jucători importanți
- Mattias Asper
- Christian Wilhelmsson
- Tobias Linderoth
- Marcus Lindberg
- Adam Larsson
- Erton Fejzullahu
- Pavel Zavadil
- Garret Kusch
- Frank Worthington (1980) 10 apps 4 Goals
- Steve Balcombe (1982-83)  Arhivat în 9 mai 2008, la Wayback Machine.

## Achievements
- Allsvenskan:
  - Best placement (11th): 1983, 1985